# Căpitanul și copiii (desen animat MGM)
Căpitanul și copiii este un desen animat produs în 1938 de studioul de animație al Metro-Goldwyn-Mayer, o adaptare a The Katzenjammer Kids. Serialele au fost regizate de William Hanna, Bob Allen și Friz Freleng. Seria nu a avut succes, fiind sistată doar după un an în care s-au produs 15 desene. După aceasta, Freleng s-a întors la Warner Bros.. Căpitanul era dublat de Billy Bletcher, iar John Silver de Mel Blanc.

## Lista desenelor
1938
- Cleaning House
- Blue Monday
- Poultry Pirates
- The Captain's Pup
- A Day at the Beach
- What a Lion!
- The Pygmy Hunt
- Old Smokey
- Buried Treasure
- The Winning Ticket
- Hondura's Hurricane
- The Captain's Christmas

1939
- Petunia Natural Park
- Seal Skinners
- Mama's New Hat